# Sagan om Vasa
Sagan om Vasa är en bilderbok från 1965 av Bertil Almqvist om regalskeppet Vasa. Den beskriver hur skeppet byggs, sjunker, hittas och ställs ut på museum.
Den är 24 sidor lång (exkl. omslag), tryckt i fyrfärg i formatet 20,5×26 cm och utgavs på Bonniers förlag. Sagan om Vasa har tryckts i nya upplagor i ett flertal omgångar, av Bonniers förlag (1974, 1976, 1983, 1990), Bonniers Juniorförlag (1979), En bok för alla (2010), och BonnierCarlsen (1994, 1995, 1999, 2006, 2008, 2011, 2015, 2021). 
Boken finns även utgiven på engelska, The Vasa Saga, the story of a ship, utgiven av Bonniers (1966, 1974), Bonniers Juniorförlag (1979), och BonnierCarlsen (1994).
Dessutom finns boken utgiven på tyska, Das Wasa-Märchen, av Bonniers (1974, 1976), Bonniers Juniorförlag (1983), och BonnierCarlsen (1994). 